# دارگیکووو
دارگیکووو (به لهستانی:  Dargikowo) یک روستا در لهستان است که در گمینا بیاووگارد واقع شده‌است.